# Cratere Surveyor
Surveyor è un cratere lunare situato nella parte nord-occidentale della faccia visibile della Luna.